# Saltoposuchus
Saltoposuchus byl vzdálený příbuzný dnešních krokodýlů. Žil v období zvaném pozdní trias. Vyskytoval se v Evropě, především na území dnešního Německa, kde se našly četné fosilie přiřazené k tomuto rodu. Jeho dalším blízkým příbuzným je Terrestrisuchus, který zase obýval jižní Wales.

## Taxonomie
Saltoposuchus znamená „skákající krokodýl“. Skákající, protože se při pohybu lehce pohupoval na zadních končetinách a krokodýl, protože je s ním příbuzný. Mají totiž oba dva kostěné osteodermy na hřbetě a prodloužené kosti zápěstí.

## Popis
Saltoposuchus dosahoval délky 1 až 2 metrů, výšky hřbetu 25 až 50 centimetrů a hmotnosti až 20 kilogramů. Lovil drobné obratlovce, sám byl však častou kořistí rauisuchiních archosaurů a teropodů. Zbarvení není známé, patrně bylo nevýrazné a maskovací. Typické barvy by však znamenaly hnědou, zelenou, šedou, černou, rezavou nebo i fialovočervenou. Svalnaté a dlouhé zadní končetiny byly opakem předních, krátkých a tenkých končetin. Na koncích měl ostré drápy. V jeho čelistech byly malé, ale ostré zuby, kterými usmrcoval drobnou kořist.